# Урош Љубомирац
Урош Љубомирац (Београд, 12. април 1990) српски је фудбалер који тренутно наступа за Младост из Лучана.

## Каријера
Љубомирац је на почецима каријере био члан Телеоптика, лучанске Младости, Слоге из Пожеге, београдске Локомотиве, Инђије и ИМТ-а. Током лета 2015. приступио је врањском Динаму, а потом је наступао за Земун. Средином јуна 2017. потписао је за малтешки Балзан. Ту је остао до краја 2022, а затим је потписао за крушевачки Напредак. Ту је остао све до истека уговора, 2024. године. Екипу је током такмичарске 2023/24. најчешће предводио као капитен. Касније је по други пут у каријери постао фудбалер лучанске Младости.

## Трофеји и награде
Балзан
- ФА куп Малте : 2018/19.[12]